# سميثسون تينانت
سميثسون تينانت (بالإنجليزية: Smithson Tennant)‏ (ولد عام 1761 وتوفي عام 1815) وهو كيميائي إنكليزي
عرف تينانت لاكتشافه عناصر الإيريديوم والأوزميوم، حيث وجدهما في بقايا من حل خامات البلاتين في عام 1803. كما ساهم في إثبات هوية الماس الفحمية. كما دعي الصخر المعدني تيناتايت tennantite من بعده تكريماً له.
ولد في سيلبي في يوركشاير. ودرس في مدرسة بيفرلي، وهناك لوحة على أحد مداخل المدرسة الحالي تكريماً له وذكرى اكتشافه العنصرين، الأوزميوم والايريديوم.بدأ في دراسة الطب في أدنبره في عام 1781، ولكن في غضون أشهر قليلة انتقل إلى كامبردج، حيث كرس نفسه لعلم النبات والكيمياء. وتخرج في جامعة كامبريدج في 1796. ثم عين أستاذا للكيمياء في جامعة كامبريدج في عام 1813، وتوفي سنة 1815 من جراء سقوط جسر كان يستقله.

## روابط خارجية
- سميثسون تينانت على موقع الموسوعة البريطانية (الإنجليزية)